# Samotna Skała (Dolina Kobylańska)
Samotna Skała – zbudowana z wapienia skała w grupie Samotnych Skał w Dolinie Kobylańskiej na Wyżynie Olkuskiej. Skały te znajdują się w lesie, w orograficznie lewych zboczach północnej części doliny, nieco powyżej miejsca, w którym idący dnem doliny szlak turystyczny z Kobylan opuszcza las i wychodzi na pola uprawne Będkowic. Ostatnie Skałki znajdują się w odległości około 50 m od granicy lasu i pól uprawnych i ze szlaku turystycznego są niewidoczne. Znajdują się w granicach wsi Będkowice w województwie małopolskim, w powiecie krakowskim, w gminie Wielka Wieś. W grupie tych skał jest Samotna Skała i Samotny Murek.
Samotna Skała ma wysokość 12 m i jest obiektem wspinaczki skalnej. Jej opisu brak jednak w przewodniku wspinaczkowym P. Haciskiego i na portalu wspinaczkowym. W 2017 roku staraniem fundacji Nowa Wspinka zamontowano na niej stałe punkty asekuracyjne, a na stronie tej fundacji są zamieszczone jej skałoplany.

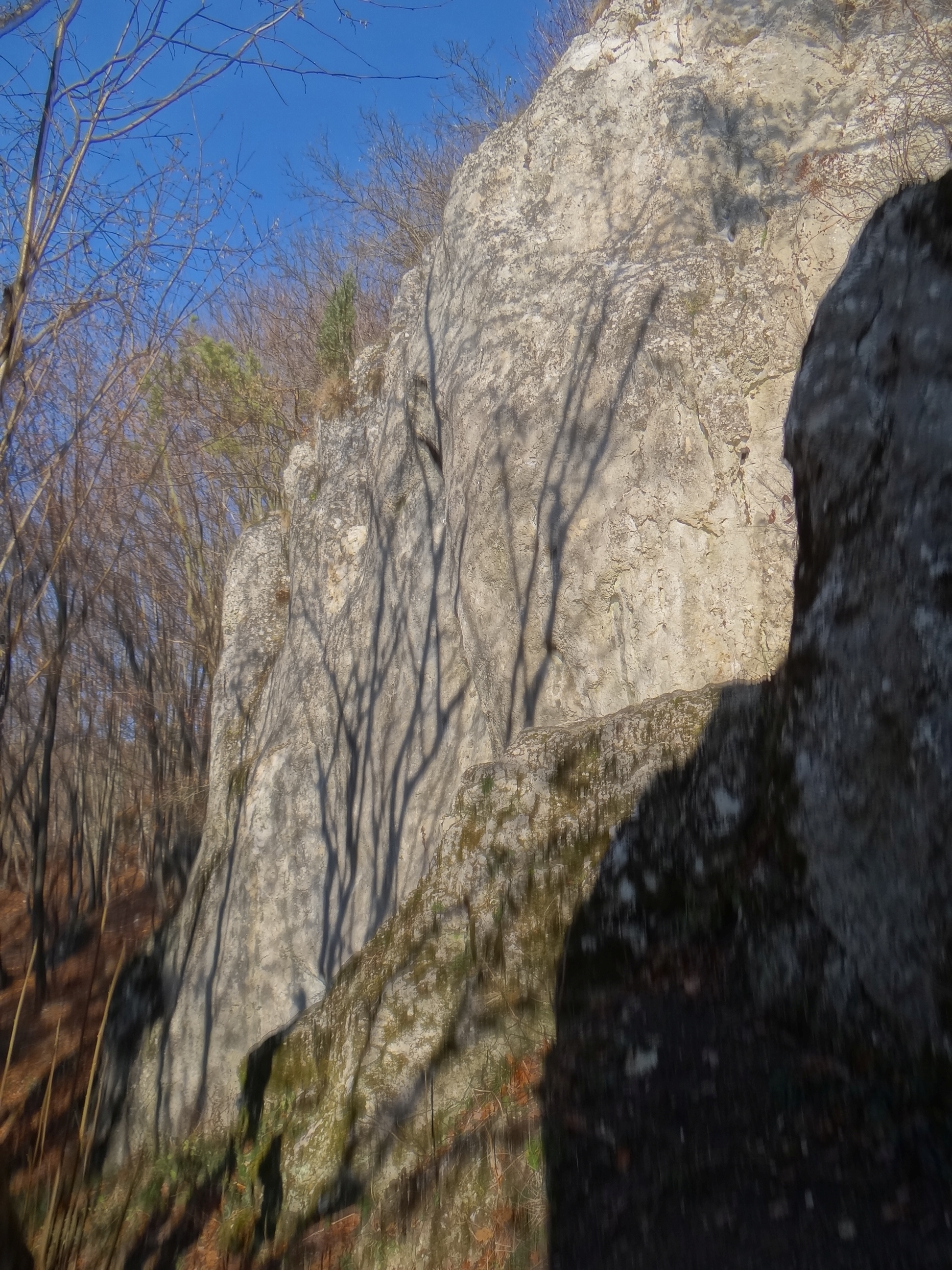
Samotna Skała
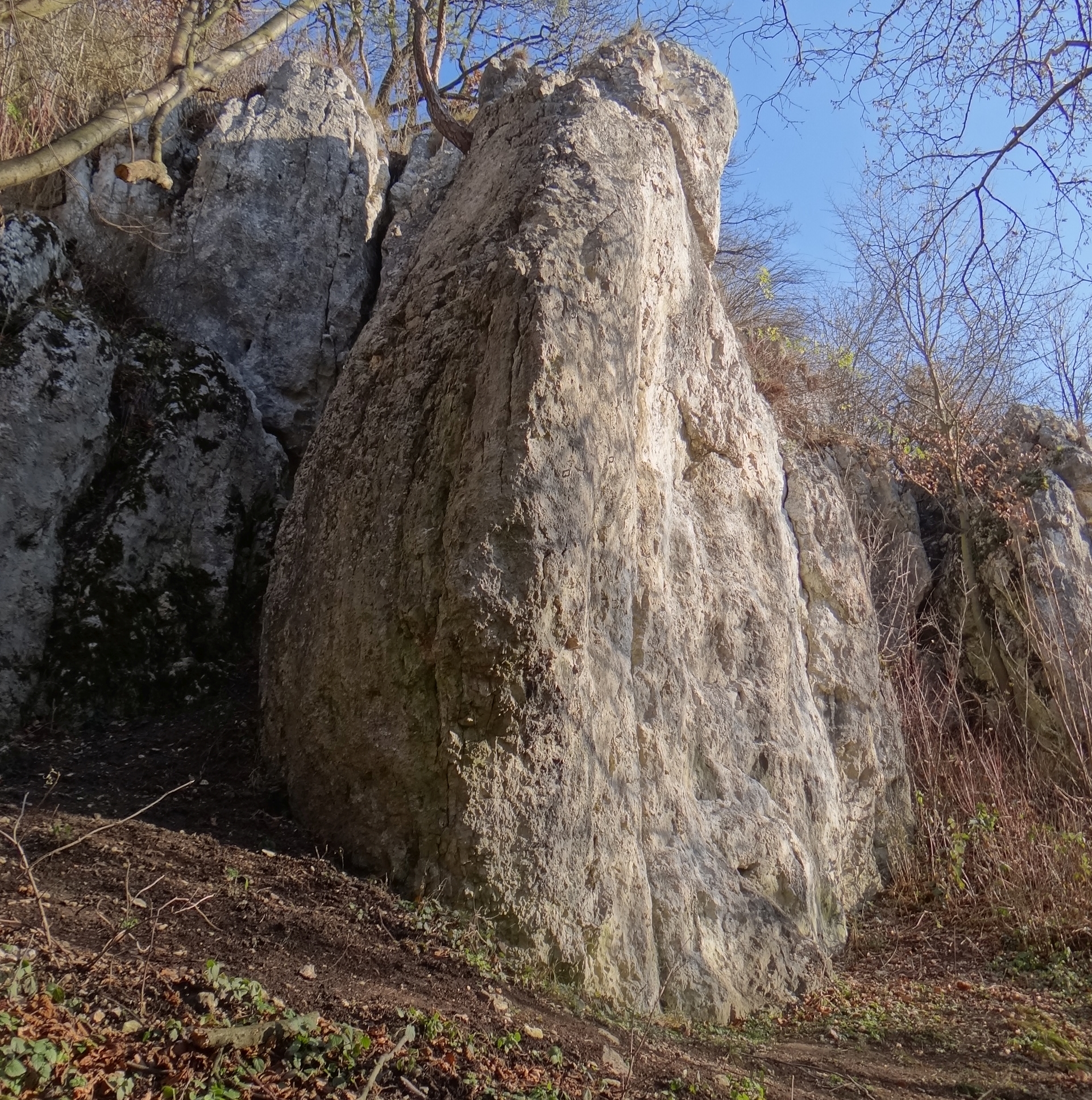
Samotna Skała
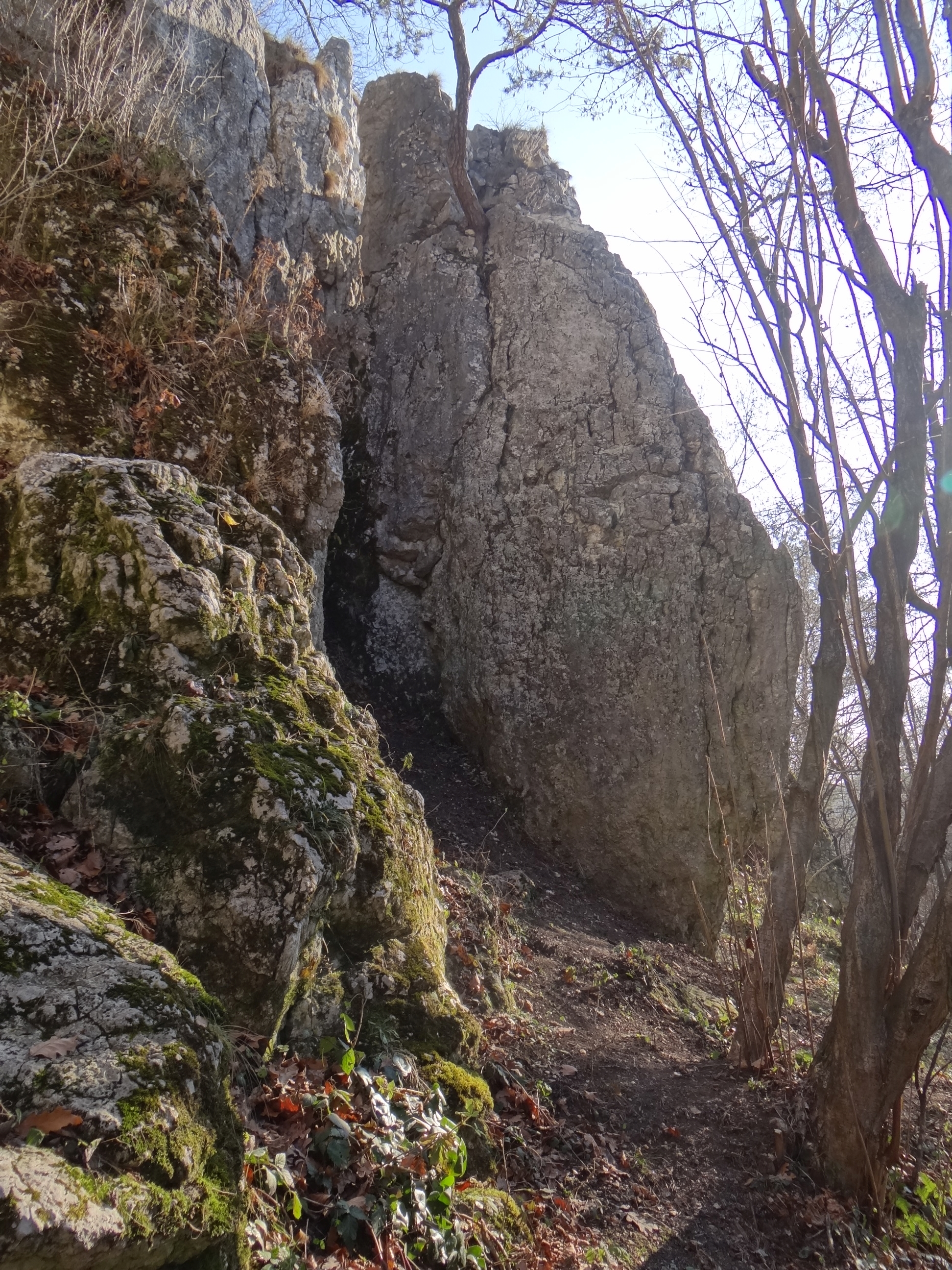
Samotna Skała
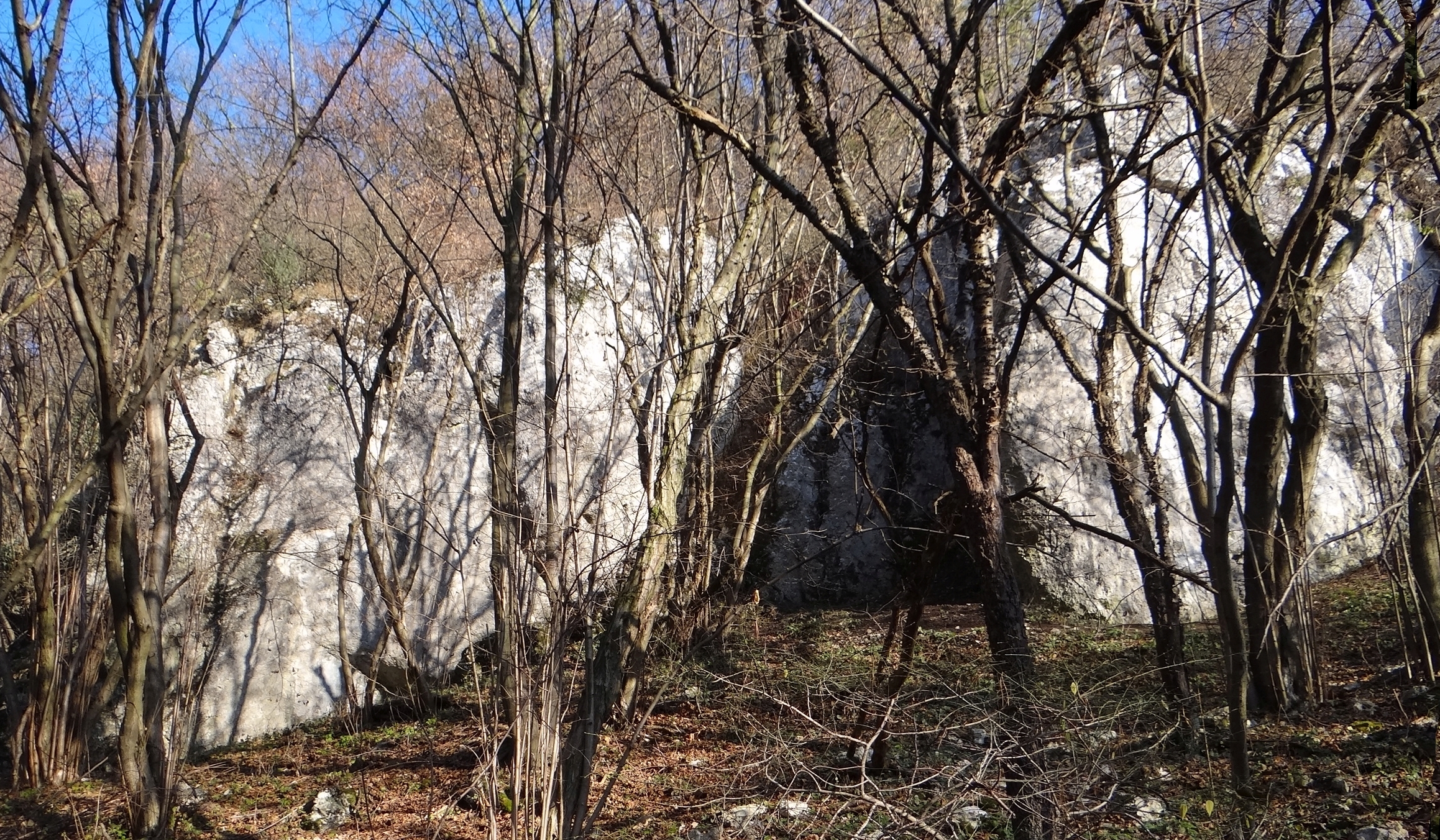
Samotny Murek i Samotna Skała

## Drogi wspinaczkowe
Drogi wspinaczkowe o trudności od III+ do VI.1 w skali polskiej. Tylko na jednej wspinaczka z własną asekuracją (trad), na wszystkich pozostałych zamontowano ringi (r) i dwa ringi zjazdowe (2rz).

Ściana zachodnia i południowa
1. Ada Mondra też była kobietą; VI.1, 3r + 2rz
2. Na własnej nieprzymuszonej; V+, trad + 2rz
3. Plusy ujemne; III+, 3r + 2rz
4. Plusy dodatnie; III, 3r + 2rz
5. Samotnia; IV+, 3r + 2rz
6. Kantrakt; VI.1, 3r + 2rz

Ściana wschodnia
1. Wstydliwy uciekinier; VI+, 3r + 2rz
2. Notoryczny kusiciel; VI.1+, 3r + 2rz
3. Rysa Stachnika; VI.1+, 3r + 2rz
4. Prokrastynator; VI, 4r + 2rz
5. Ostrożny eksperymentator; VI+/1, 3r + 2rz
6. Rutyniarz; V, 4r + 2rz
7. Romantyk w sidłach rutyny; V, 3r + 2rz[2]